# Zaqatala
Zaqatala  este un oraș situat în  partea de nord a Azerbaidjanului, la poalele Caucazului, pe valea râului Tala. Este reședinta raionului Zaqatala. Conform unei estimări oficiale din 2011 localitatea avea o populație de 20.900 locuitori. 
Economia locală este reprezentată de agricultură (cultura plantelor, creșterea ovinelor, apicultură) dar și de industriile alimentară (prelucrarea tutunului, ceai) și textilă (prelucrarea bumbacului). 
Orașul este deservit de șoseaua A315 ce pornește de la Mingehaur și se îndreaptă către frontiera georgiană și de un mic aerodrom. 
Punct de plecare pentru drumeții în Caucaz.
Cel mai important monument al orașului îl reprezintă fortăreața ridicată de ruși în 1830, cu scopul de a proteja orașul de rebeli în timpul Războaielor Caucaziene.

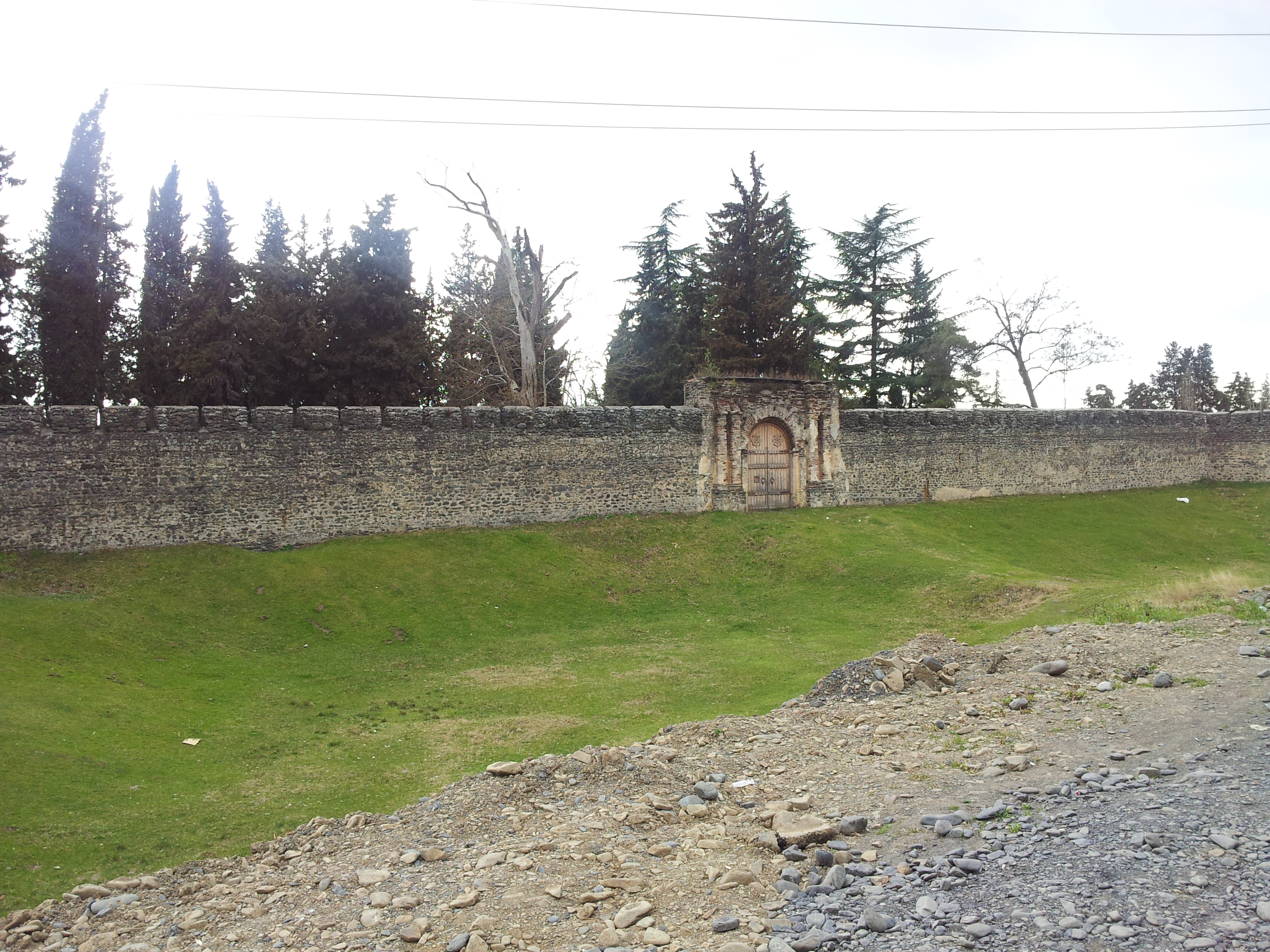
Cetate din Zaqatala